# Gauchy
Gauchy ist eine französische Kleinstadt mit 5197 Einwohnern (Stand 1. Januar 2022) im Département Aisne in der Region Hauts-de-France. Sie gehört zum Arrondissement Saint-Quentin und zum Kanton Saint-Quentin-3.

## Geographie
Die Stadt Gauchy ist eine südliche Vorstadt von Saint-Quentin an der Somme, dem hier parallel verlaufenden am Canal de Saint-Quentin und an der Autoroute A26. Nachbargemeinden von Gauchy sind Saint-Quentin im Westen und Norden, Neuville-Saint-Amand im Osten, Urvillers im Südosten sowie Grugies im Südwesten.

## Bevölkerungsentwicklung
| Jahr                       | 1962 | 1968 | 1975 | 1982 | 1990 | 1999 | 2010 | 2021 |
| Einwohner                  | 3503 | 4218 | 5663 | 5612 | 5736 | 5621 | 5443 | 5204 |
| Quellen: Cassini und INSEE |      |      |      |      |      |      |      |      |

## Städtepartnerschaften
- Sobótka in Polen
- Berga/Elster in Deutschland[1]

## Sehenswürdigkeiten

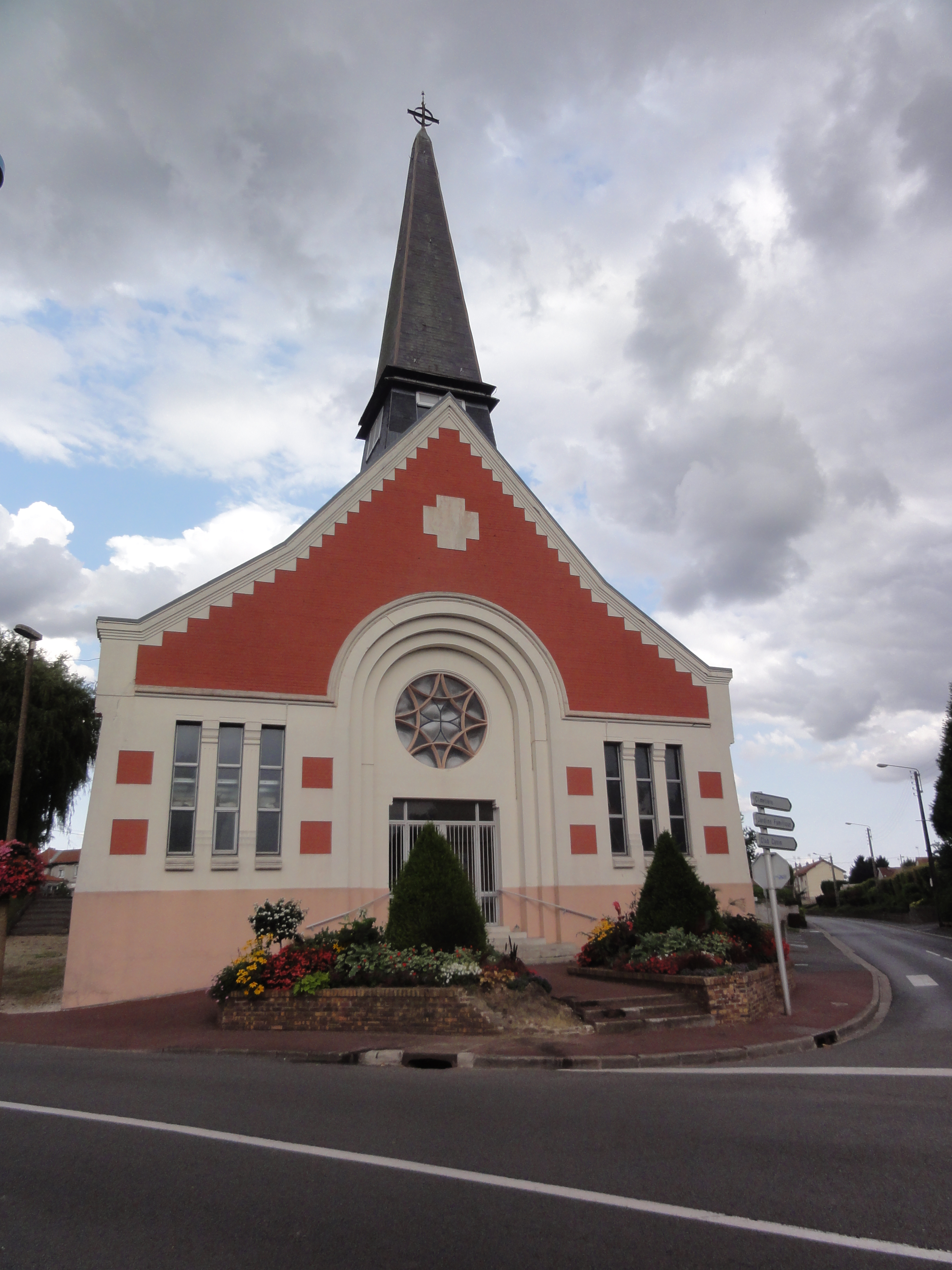
Kirche Saint-Brice
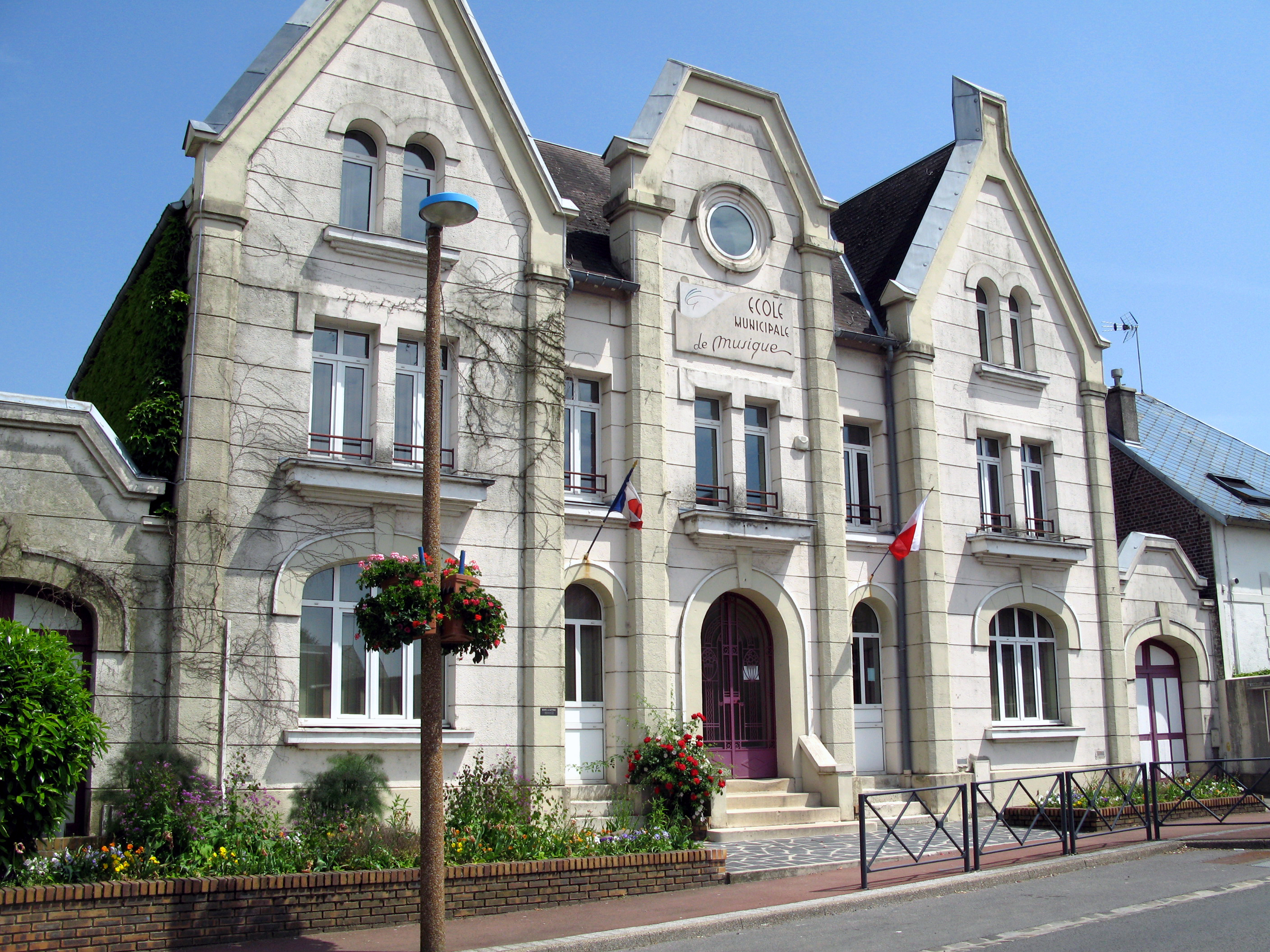
Musikschule
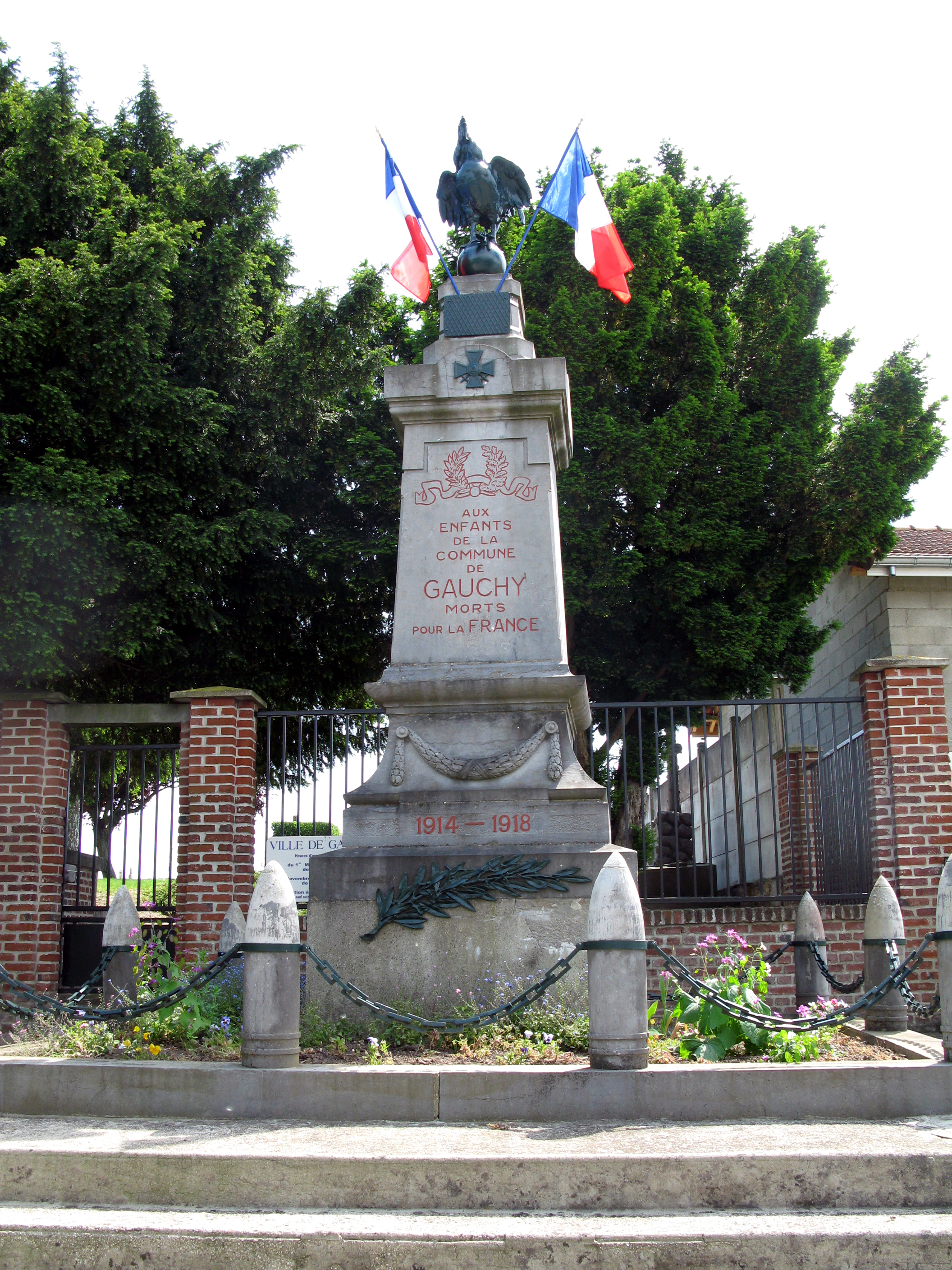
Gefallenendenkmal

- Kirche Saint-Brice
- Musikschule
- Gefallenendenkmal